# Anonthobium moui
Anonthobium moui là một loài bọ cánh cứng trong họ Bọ hung (Scarabaeidae).